# Carpella angustilinea
Carpella angustilinea är en fjärilsart som beskrevs av W. Warren 1894. Carpella angustilinea ingår i släktet Carpella och familjen mätare. Inga underarter finns listade i Catalogue of Life.